# Deniz Seki

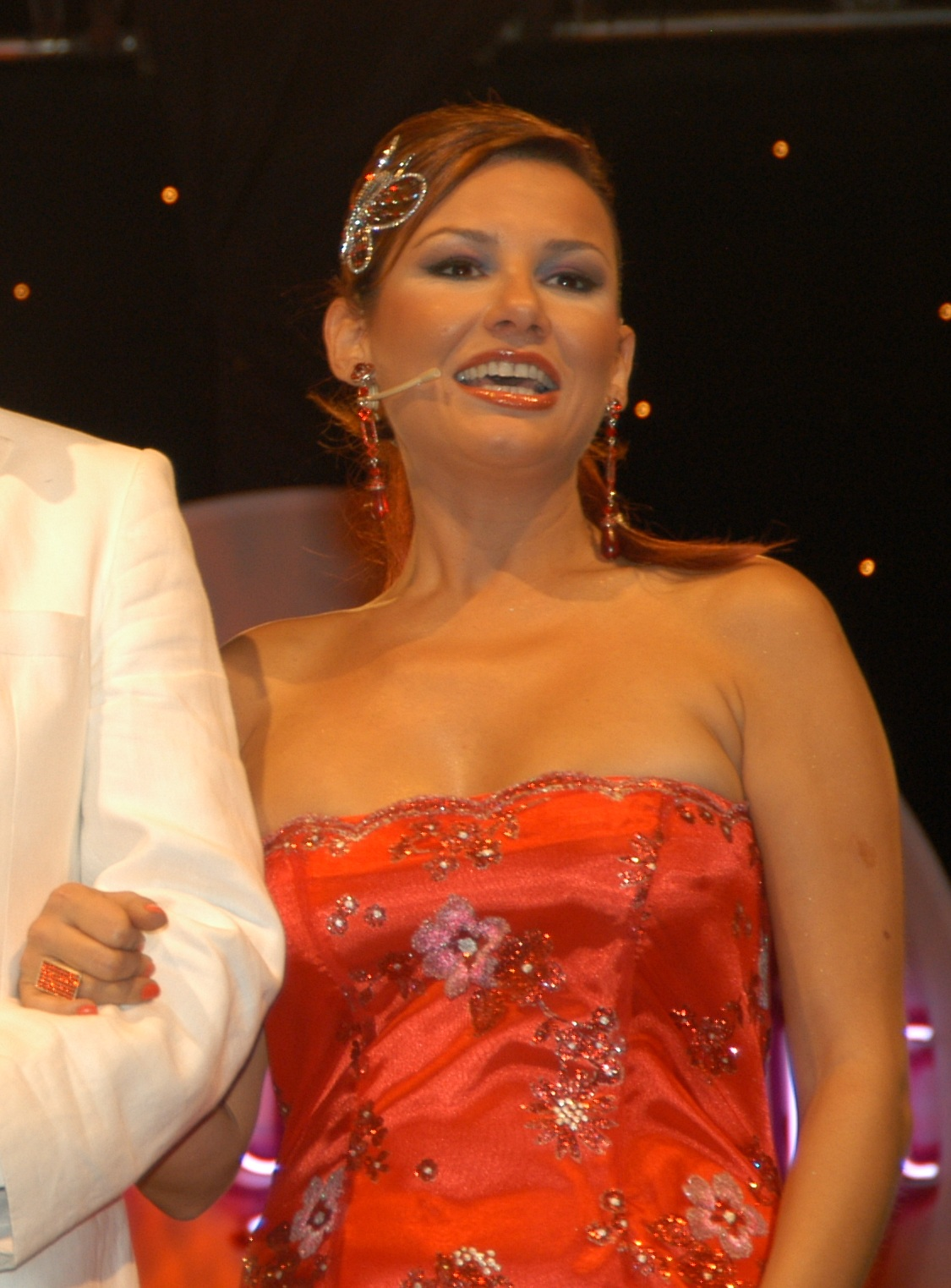
Deniz Seki (2004)

Deniz Seki (* 1. Juli 1970 in Istanbul) ist eine türkische Popsängerin.

## Leben und Karriere
Im Jahr 1995 machte sie erstmals als Background-Sängerin in dem erfolgreichen Song Delice Bir Sevda von Ege auf sich aufmerksam. Zwei Jahre später erschien ihr Debüt-Album Hiç Kimse Değilim.
2006 spielte Seki im Film DKAO – Türken im Weltall (Dünyayı Kurtaran Adamın Oğlu) mit. Von 2006 bis 2009 führte sie eine Beziehung mit dem türkischen Musiker Hüsnü Şenlendirici. Gemeinsam nahmen beide den Song Adaletsiz Seçim auf.
Wegen Drogenhandels wurde sie 2009 zu einer mehrjährigen Gefängnisstrafe verurteilt und war von 2014 bis 2017 inhaftiert. In ihrer bisherigen Musiklaufbahn machte sie mit zahlreichen Hits wie Kop Gel Günahlarından, Aşk, Nasihat, Masal, Sahici, Suya Hapsettim, İyisin Tabi oder Hayat İki Bilet auf sich aufmerksam.

## Diskografie

### Alben
- 1997: Hiç Kimse Değilim
- 1999: Anlattım
- 2001: Şeffaf
- 2003: Aşkların En Güzeli
- 2005: Aşk Denizi
- 2008: Sahici
- 2011: Sözyaşlarım
- 2014: İz
- 2018: Uzun Hikaye

### EPs
- 2017: Şükür Kavuşturana

### Livealben
- 2023: Best Of Akustik, Vol. 1

### Singles
| - 1997: Ahmet - 1997: Ey Kalbim - 1997: Kop Gel Günahlarından - 1997: Yeter ki Sev - 1999: Zor Mu? - 2000: Sana Sığınıyorum - 2000: Değerini Bilemedin - 2000: Dile Kolay (Original: Faramarz Aslani – Age Ye Rooz) - 2000: Aşk - 2001: Nasihat (Unutursun) - 2002: Yakamoz - 2003: Yarım Kalan Aşk - 2003: Böyle Gelmiş Böyle Gider (Original: Fairuz – Al Bint Shalabiya) - 2003: Her Şey Seninle Güzel - 2005: Masal - 2005: Doyamadım - 2005: Ağlamak Yok - 2006: Üzgünüm Aşkım - 2006: Affedemem - 2006: Bu Şehre Sonbahar Geldi - 2006: Her Şey Senin İçin - 2006: At Kadehi Elinden - 2006: Sensiz Yaşayamam - 2007: Tutma Kendini - 2008: Sahici - 2008: Aptal - 2008: Şaka Değil - 2008: Adaletsiz Seçim (mit Hüsnü Şenlendirici) - 2011: Suya Hapsettim - 2011: Aşk Müzikali | - 2011: Hayallerim Hayal Oldu - 2012: Benim Dünyam - 2012: Görünmez Engeller - 2012: Sen Yoksun Ya - 2012: Eşruhum Eşzamanı - 2012: Batsın Bu Dünya (als Teil des Chors) - 2012: Uyan (Original: Rosario Flores – Dejame Ver) - 2014: İyisin Tabi (Original: Mohamed Fouad – Bain Aydaek) - 2015: Hayat İki Bilet (Sample von Mustafa Sandal - Ne Şarkılar Yazdım) - 2015: Bu Sevda Bu Şehre Sığmaz - 2015: Büyümüşsündür - 2016: Nerelerdeydin - 2016: Hayat İmdat - 2017: Bal Saklıyor - 2018: Beni Benden Alırsan - 2018: Öğrendim - 2019: Helal Ettim Hakkımı (mit Serkan Seki) - 2019: Bir İlkbahar Sabahı (mit Erol Evgin) - 2019: Nereden Bileceksiniz - 2020: Âlâ (mit Demet Akalın, Işın Karaca & Cansu Kurtçu) - 2021: Savaş Ve Aşk - 2022: Sızı - 2022: Yalan Değil (mit Suat Suna & İskender Paydaş) - 2022: Beni Derde Salan Gelsin - 2022: Aşktan Ölen Yok - 2023: Cambaz - 2024: Farzet Ki - 2024: Benim Hikâyem - 2025: İnsan Lekesi (mit Ozan Doğulu) |

### Gastauftritte
- 1995: Delice Bir Sevda (von Ege – Hintergrundstimme)
- 1996: Bıçak Yarası (von Sibel Alaş – Hintergrundstimme)
- 1997: Sevildiğini Bil Yeter (von Ege – Hintergrundstimme)
- 1997: Her Şey Seninle Gelir (von Ege – Hintergrundstimme)
- 2001: Bekle Beni Bekle Güzel (von Ege – Hintergrundstimme)
- 2002: Düşler (von Emel Müftüoğlu – Hintergrundstimme)
- 2004: Zorlama (von Emel Müftüoğlu – Hintergrundstimme)
- 2007: Gitti Gideli (von Ayhan Günyıl – Hintergrundstimme)
- 2009: Üzgünüm (von Gülben Ergen – Hintergrundstimme)
- 2009: Hüda Aşkına (von Cenk Eren – Hintergrundstimme)
- 2013: Artık Üzülmek İstemiyorum (von Petek Dinçöz – Hintergrundstimme)

## Filmografie
Filme
- 2006: Dünyayı Kurtaran Adamın Oğlu
- 2012: Eşruhumun Eşzamanı

Serien
- 2004: Avrupa Yakası
- 2005: Savcının Karısı
- 2015: Eşkıya Dünyaya Hükümdar Olmaz

## Auszeichnungen
- 2006: Kral Türkiye Müzik Award in der Kategorie Beste Pop-Musikerin